# Brachioteuthis
Brachioteuthis är ett släkte av bläckfiskar. Brachioteuthis ingår i familjen Brachioteuthidae.
Brachioteuthis är enda släktet i familjen Brachioteuthidae.
Kladogram enligt Catalogue of Life:
| Brachioteuthis | \| \| Brachioteuthis beanii \| \| \| \| \| \| Brachioteuthis behnii \| \| \| \| \| \| Brachioteuthis bowmani \| \| \| \| \| \| Brachioteuthis picta \| \| \| \| \| \| Brachioteuthis riisei \| \| \| \| |
|                | \| \| Brachioteuthis beanii \| \| \| \| \| \| Brachioteuthis behnii \| \| \| \| \| \| Brachioteuthis bowmani \| \| \| \| \| \| Brachioteuthis picta \| \| \| \| \| \| Brachioteuthis riisei \| \| \| \| |
|                | Brachioteuthis beanii |
|                | |
|                | Brachioteuthis behnii |
|                | |
|                | Brachioteuthis bowmani |
|                | |
|                | Brachioteuthis picta |
|                | |
|                | Brachioteuthis riisei |
|                | |

## Bildgalleri

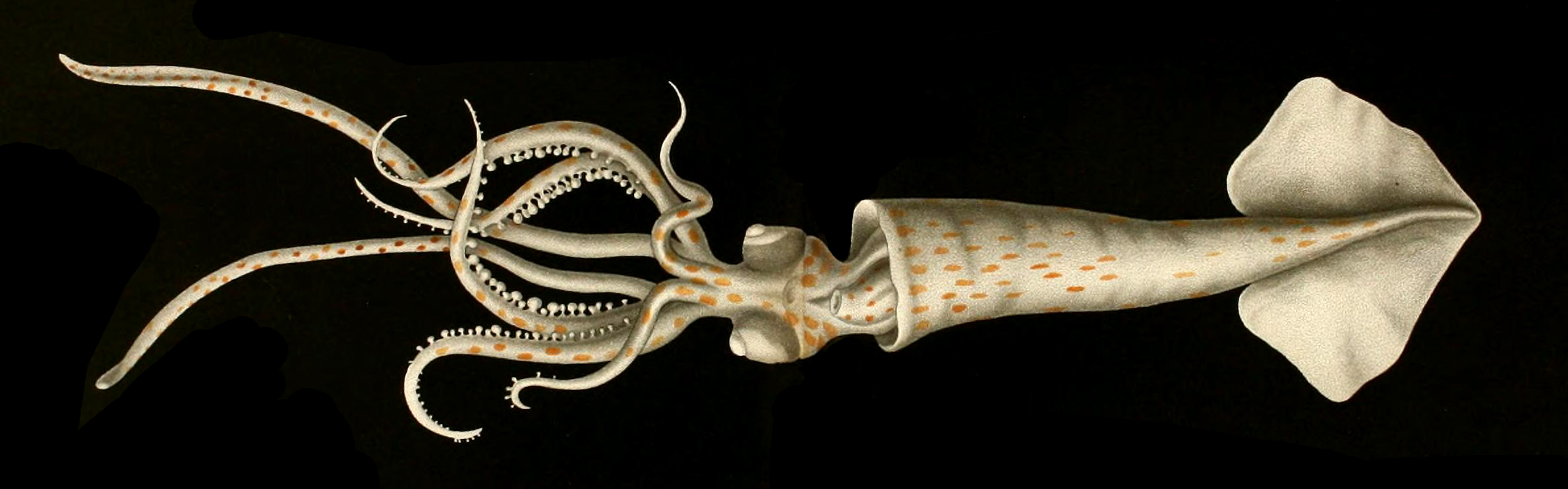